# Schlobin
Schlobin (belarussisch Жло́бін, russisch Жло́бин) ist eine Stadt in Belarus in der Homelskaja Woblasz. Sie liegt am Dnepr und hat 75.335 Einwohner (2013). Schlobin ist das administrative Zentrum des Rajons Schlobin.
Schlobin wurde erstmals 1492 erwähnt.
Die Stadt ist Standort des Stahlproduzenten BMZ, einem der weltweit größten Hersteller von Stahlkabeln. Das Unternehmen ist Hauptarbeitgeber in Schlobin.

## Sport
Metallurg Schlobin ist ein international erfolgreicher Eishockeyklub.

## Söhne und Töchter der Stadt
- Wassili Rudenkow (1931–1982), sowjetischer Hammerwerfer
- Wladimir Lowezki (* 1951), Sprinter
- Henads Maros (* 1978), Hochspringer
- Aljaksandr Kikinjou (* 1980), Ringer[1]
- Jauheni Achramenka (* 1995), Radrennfahrer